# Растегаев, Николай Антонович
Николай Антонович Растегаев (2 января 1943, Котовск, Тамбовская область — дата смерти неизвестна) — советский футболист, защитник, советский и российский футбольный тренер..

## Биография
В начале карьеры выступал за «Спартак» (Тамбов), «Звезду» (Серпухов), «Торпедо» (Подольск).
В 1967 году перешёл в ярославский «Шинник», за который выступал до конца карьеры в 1977 году. За 11 сезонов провёл в составе клуба 305 матчей и забил два гола.
После окончания карьеры работал тренером. В 1981—1982 годах возглавлял калужский «Локомотив». Затем много лет работал детским тренером в московской Футбольной школе молодёжи («ФШМ-Торпедо»), был одним из первых тренером Марата Измайлова, Романа Славнова, Ильи Ильина, Карэна Оганяна и др.
Скончался не позднее 2015 года.